# アーロン・タイ
アーロン・タイ・ウェイチン（中国語: 戴偉欽、英語: Aaron Tai Wei Qin、2006年10月27日 - ）は、マレーシアの男子バドミントン選手。2024年の世界ジュニア選手権男子ダブルス王者。

## 経歴
2023年、アジアジュニア選手権では、カン・カイシンとのペアで男子ダブルスに出場。2回戦で陳永鋭 / 胡珂源に敗れ敗退となった。
同年の世界ジュニア選手権では、1歳年上のブライアン・グンティンとペアを組み男子ダブルスに出場。準々決勝で角田洸介 / 菅原海斗を12-21, 21-17, 21-16で破って準決勝に進出。準決勝では頼柏佑 / 蔡富丞に敗れ、銅メダルとなった。
2024年には世界ジュニアランク1位を達成。
同年2月のダッチ・ジュニア・インターナショナルにカン・カイシンとのペアで出場。準決勝で陳永鋭 / 陳喆涵をファイナルで破り、決勝では胡珂源 / 林祥毅をストレートで破って優勝した。
同年3月のタイ・インターナショナルでは、準々決勝で世界ランク30位の竹内義憲と岩野滉也のペアを破るなどして決勝に進出。
6月、17歳にして、BWFワールドツアー上位大会のオーストラリア・オープンにおいてベスト8入りを果たした。